# Сестри Сун

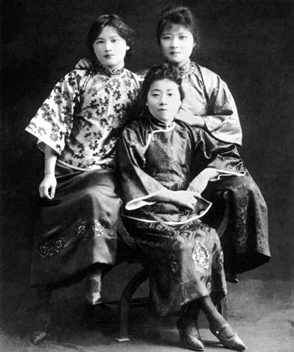
Три сестри Сун

Сестри Сун (спрощ.: 宋家姐妹; піньїнь: Sòngjiā Jiěmèi) — три сестри, які відіграли значну роль в історії Китаю в XX столітті. Всі вони були дружинами визначних політичних діячів. Відповідно до поширеного вислову, «одна з них любила гроші, інша — владу, а третя — Китай».
Їхня родина була заможною. Зокрема їхній брат Сун Цзивень був одним з найуспішніших китайських бізнесменів свого часу. Історія родини Сун виявилась настільки примітною, що 1997 року її було екранізовано.

## Сестри
1. Сун Айлін (1890—1973); «любила гроші»; була дружиною заможного бізнесмена та прем'єр-міністра Китаю 1938—1939 років Кун Сянсі.
2. Сун Цінлін (1893—1981); «любила Китай»; була дружиною першого президента Китаю Сунь Ятсена; незадовго до смерті стала почесною головою КНР.
3. Сун Мейлін (1897—2003); «любила владу»; була дружиною лідера Гоміндану та президента Республіки Китай Чан Кайші.